# Nanette Lehmann

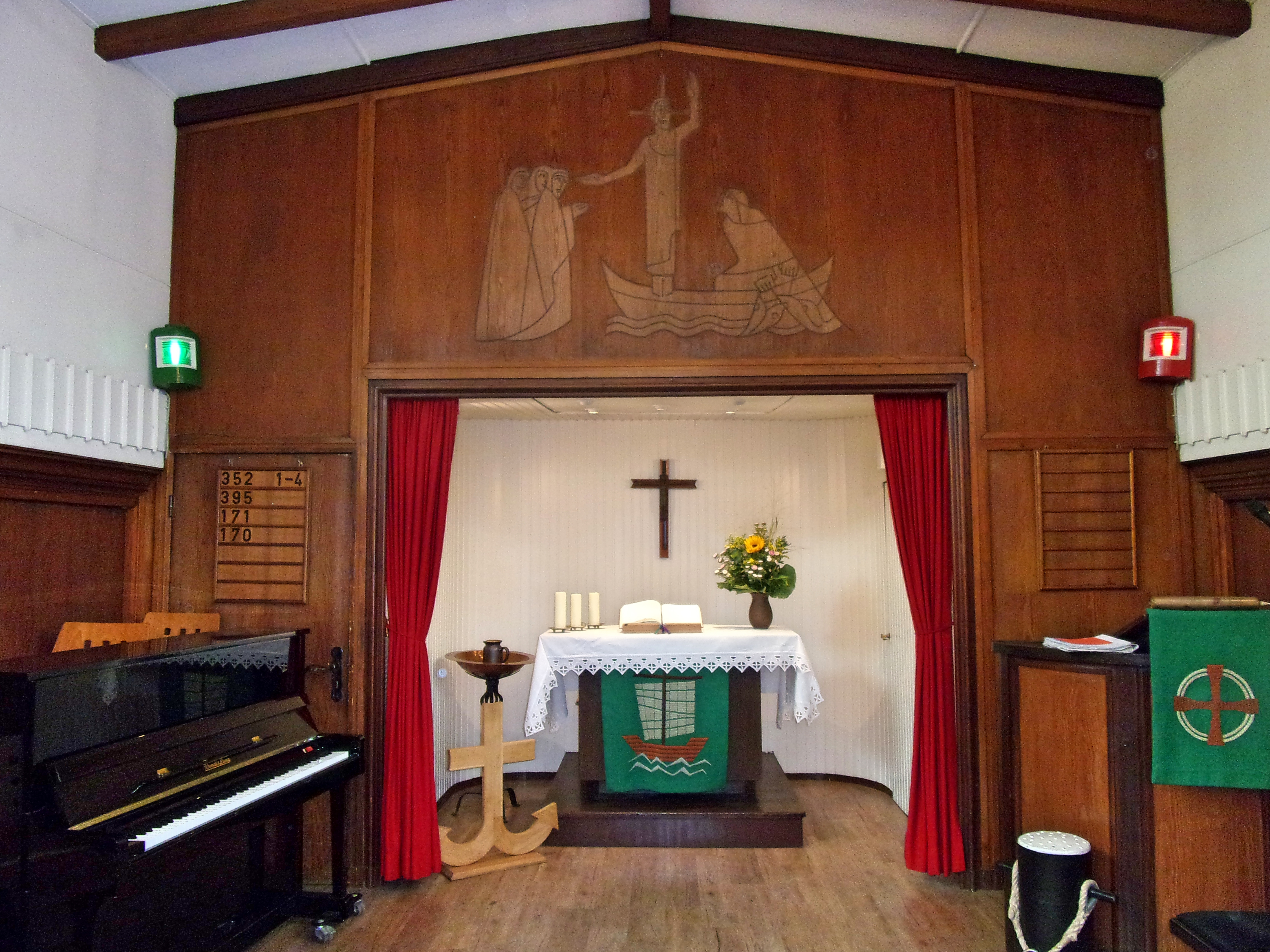
Jesus am See Genezareth, Altarbild von 1952, Flussschifferkirche, Hamburg-Altstadt

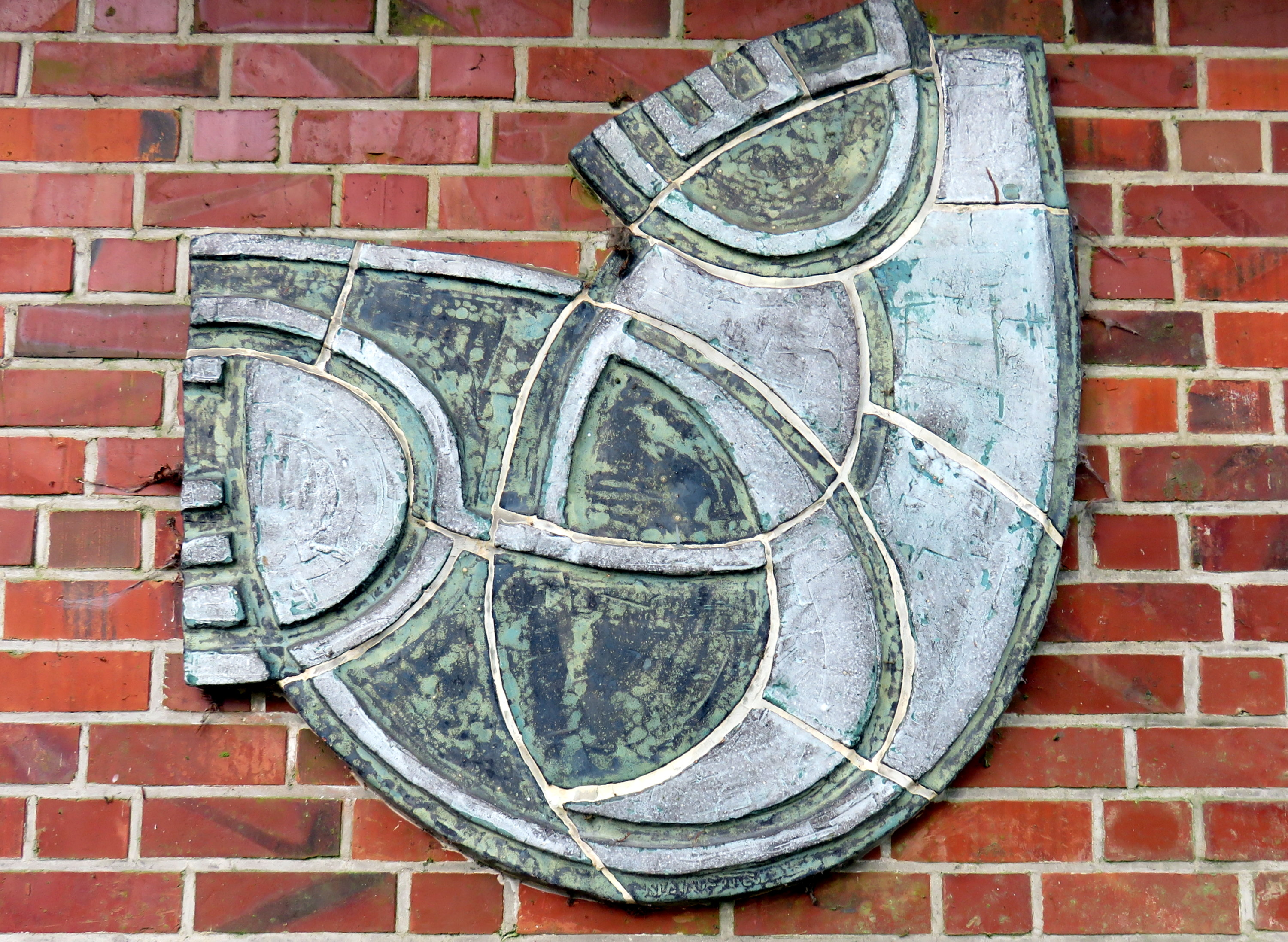
Keramikrelief von 1955, Friedhof Ohlsdorf, Hamburg-Ohlsdorf

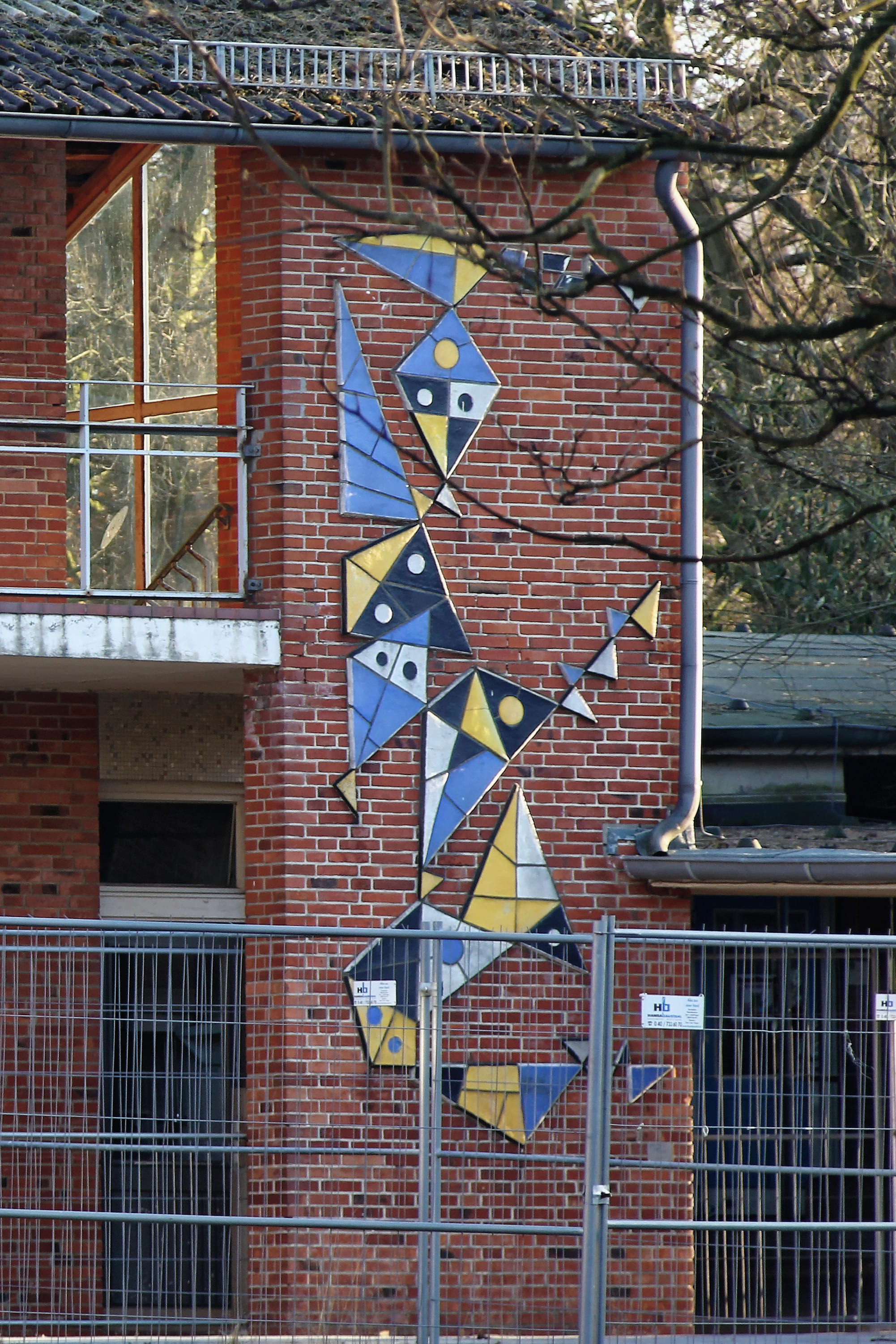
Drachensteigen von 1957, Hamburg-Lokstedt

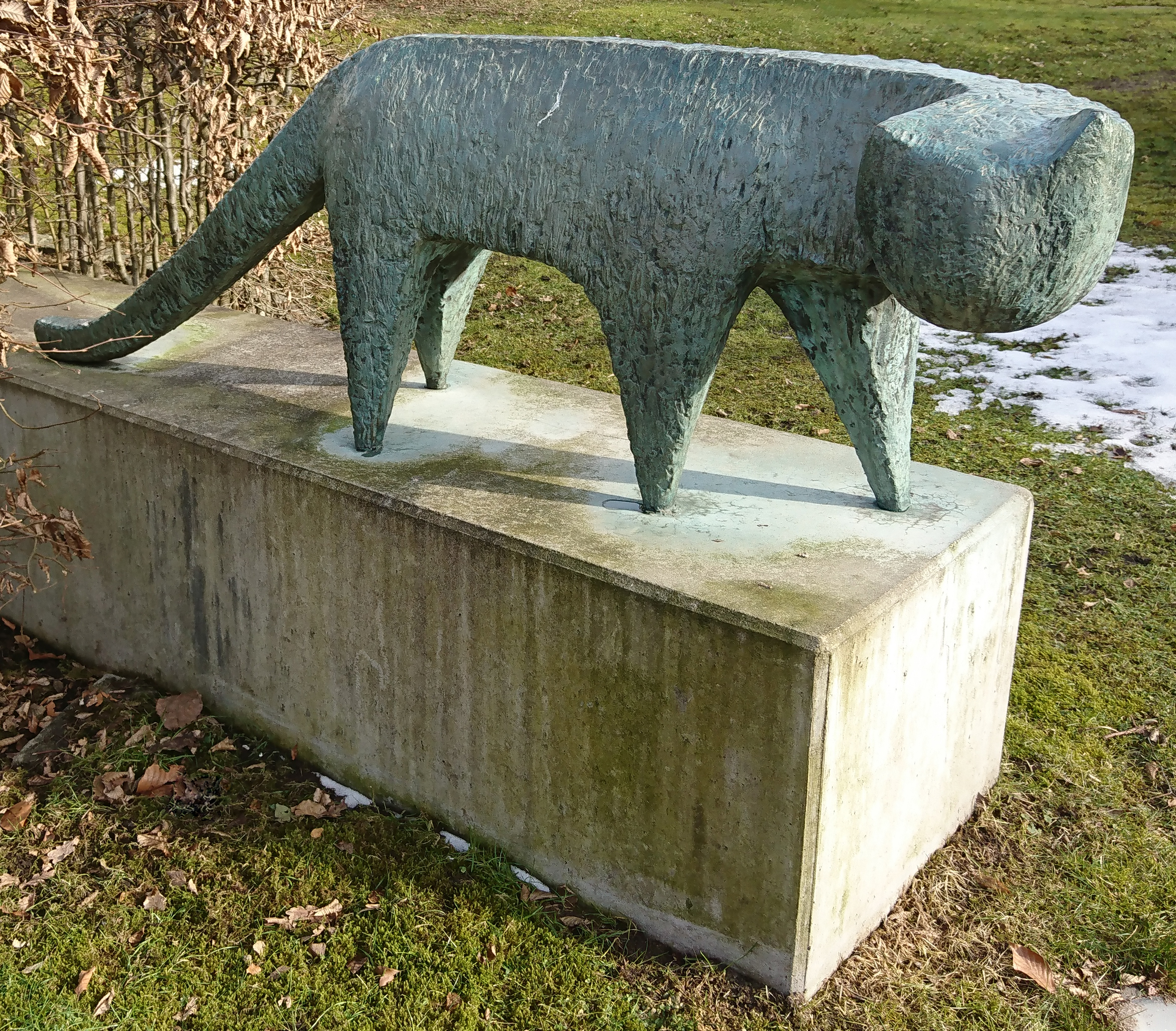
Katze von 1961, Hamburg-Langenhorn

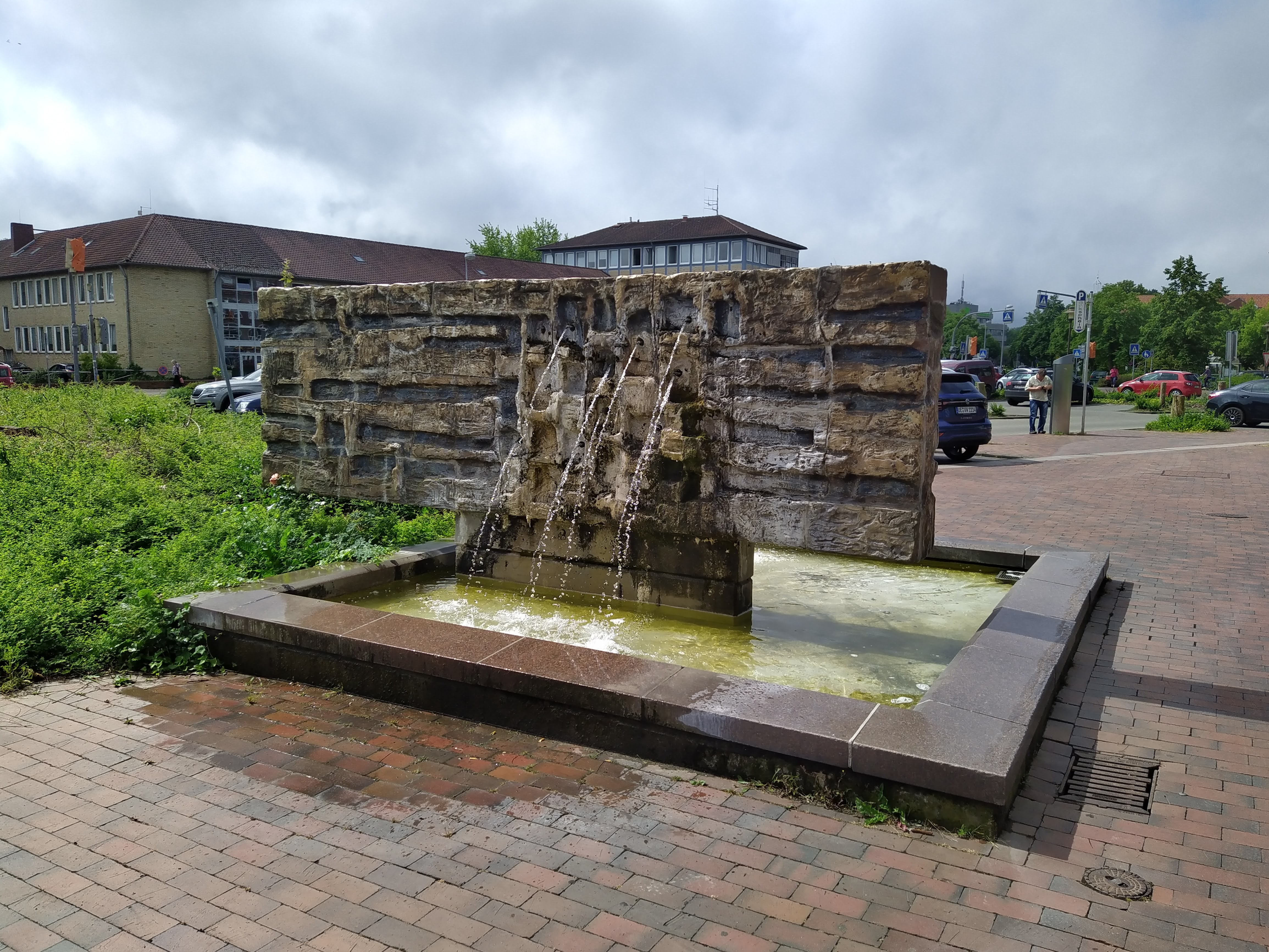
Brunnen von 1961, Uelzen

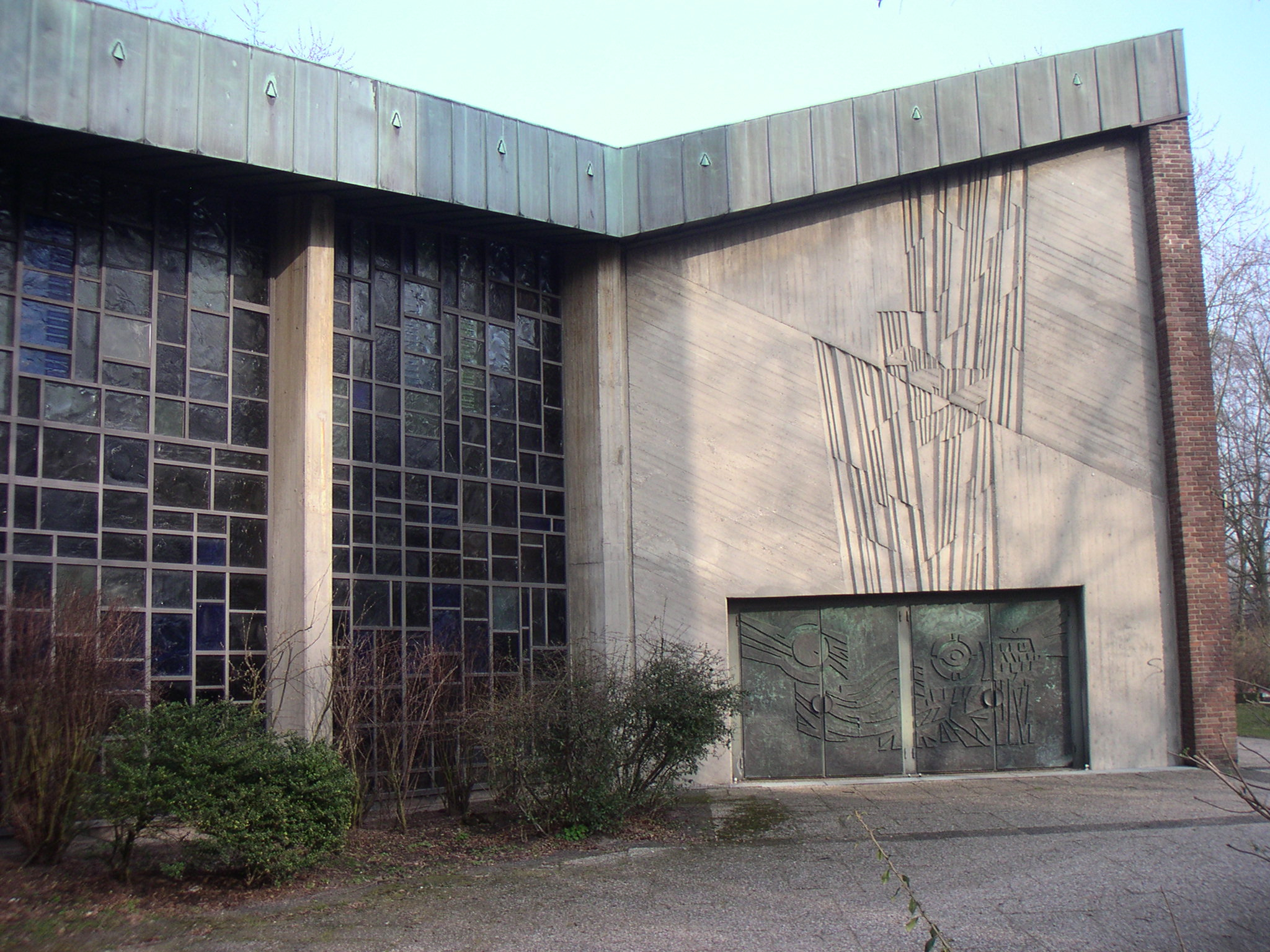
Lamm Gottes und Schöpfungsgeschichte von 1968, Hamburg-Lokstedt

Nanette Lehmann (* 31. Dezember 1920 in Colbitz; † 27., 28. oder 29. Dezember 1999 in Hamburg) war eine deutsche Malerin, Grafikerin, Bildhauerin und Keramikerin.

## Leben
Nanette Lehmann wurde am 31. Dezember 1920 in Colbitz bei Magdeburg geboren. Nach einer Töpferlehre bei Otto Beyer in Thüringen besuchte sie von 1939 bis 1941 die Staatliche Keramische Fachschule in Bunzlau (heute Bolesławiec). Sie arbeitete zeitweilig bei Walter Rhaue in Görlitz.
1945, 1948 oder 1950 ließ sie sich in Hamburg nieder. Im Hamburger Adressbuch von 1951 ist sie erstmals verzeichnet, mit dem Zusatz Keramik und der Adresse Elbchaussee 72a am Rande von Hamburg-Ottensen. In den Adressbüchern 1952 bis 1961 ist als Adresse die Elbchaussee 499a in Hamburg-Nienstedten genannt. Im Adressbuch von 1962 ist statt Keramikerin nun Bildhauerin zu lesen, auch hat sie ihr selbstgebautes Haus im Siegrunweg 18 in Hamburg-Rissen bezogen.
Ab 1950 entwarf und fertigte sie Aufträge für Kunst am Bau in Hamburg. 1955 erhielt sie einen Förderungspreis der Deutschen Keramischen Gesellschaft, die ihren Sitz in Köln hat. Laut Hans Vollmer beschickte sie 1957 die Internationale Gartenbauausstellung in Hamburg mit zwei Glasmosaik-Brunnen, jedoch fand in diesem Jahr keine in Hamburg statt. Es ist möglich, dass entweder die Internationale Gartenbauausstellung 1953 in Hamburg gemeint war oder die Bundesgartenschau 1957 in Köln.
1964 zog ihr Lebenspartner, der Maler Herbert Spangenberg zu ihr in den Siegrunweg 18, wo er in Klausur ohne Ausstellungstätigkeit und öffentliche Aufträge 80 großformatige Gemälde malte. Ihre beider materiellen Verhältnisse litten darunter. 1982 setzte ein chronischer Gelenkrheumatismus seiner Arbeit ein Ende. Nach seinem Tod 1984 verwaltete sie seinen Nachlass und machte sich um seinen Nachruf verdient.
Zu ihren letzten Arbeiten zählen bauplastische Werke in Hamburg-Allermöhe (oder Hamburg-Neuallermöhe). Zudem widmete sie sich die letzten Jahre der Monotypie.
Nanette Lehmann wurde auf dem Friedhof Blankenese im westlichen Hamburger Stadtteil Sülldorf anonym beigesetzt. Im Urnengräberfeld bei der Bronzeskulpturengruppe von Fritz Fleer aus dem Jahr 1983, die Jona und den Wal darstellt.
Werke von ihr befinden sich unter anderem in der Sammlung Thiemann in Hamburg, im Düsseldorfer Hetjens-Museum, in einem Museum in Tokio und im Museum für Kunst und Gewerbe Hamburg (Nachlass und Möbel). Im Deutschen Kunstarchiv im Germanischen Nationalmuseum in Nürnberg befinden sich zudem ihre persönlichen Fotografien, ihr beruflicher Lebenslauf, Ausstellungs- und Wettbewerbsunterlagen, Auftragsarbeiten, Werkfotografien und Veröffentlichungen aus den Jahren 1944 bis 1999.

## Werke (Auswahl)
- 1951: Landkarte mit Wasserrohrverlauf und der Lage von 5 Brunnen, Keramikarbeit an einer Wand der Eingangshalle des Wasserwerks der Hamburger Wasserwerke, Tweeltenbek 12, Hamburg-Langenhorn[14]
- 1951–1954: Hafenansicht (auch Industriestadt), Keramikmosaik links vor dem Haupteingang, altes Arbeitsamt Harburg, heute Jugendberufsagentur, Neue Straße 50, Hamburg-Harburg[15]
- 1952: Jesus am See Genezareth, Altarbild, Holz, Flussschifferkirche, Binnenhafen, Hohe Brücke 2, Hamburg-Altstadt
- 1955: Keramikrelief am Nebengebäude des Wirtschaftshofes der Friedhofsgärtnerei, Friedhof Ohlsdorf, Hamburg-Ohlsdorf
- 1956–1957: Pflanzenhaus, im Gebüsch zwischen Turnhalle und ehemaligem Schulkindergarten, Robert-Koch-Schule, Sengelmannstraße 50, Hamburg-Alsterdorf
- 1957: Katzengruppe, zwei Katzen, Keramik, Grandweg 103, Hamburg-Lokstedt[16]
- 1957: Drachensteigen, Keramikarbeit, außen an der Treppenhauswand des Klassengebäudes E, Schule Hinter der Lieth 61, Hamburg-Lokstedt
- 1957: Seegelboote, Lappenbergsallee 1, Hamburg-Eimsbüttel
- 1959: Lebensbaum, raumhohes Ziegelbild an der Chorwand, Bethlehem-Kirche, Hamburg-Eimsbüttel[17]
- 1961: Katze, Bronze, Heynemannstraße 5, Hamburg-Langenhorn (Eigentümerin: Baugenossenschaft Fluwog-Nordmark eG)
- 1961: Ohne Titel, Treppenhaus des Kreuzbaus, Ganztagsschule Fährstraße, Fährstraße 90, Hamburg-Wilhelmsburg
- 1961: Brunnen, auf dem Vorplatz der Sparkasse Uelzen Lüchow-Dannenberg, Veerßer Straße 42, Uelzen[18]
- 1963: Formspiel, Pausenhalle, gegenüber dem Eingang, Förderschule Hirtenweg, Holmbrook 10, Hamburg-Othmarschen
- 1964: Wassermauer, Stein, Altenheim, Holstenkamp, Hamburg-Bahrenfeld
- 1964: Taufbecken, Acrylglas, Cornelius-Kirche, Dritte Meile 1, Hamburg-Neugraben-Fischbek[19]
- 1965: Geburt, Mann, Weib, Tod, vier quadratische Buchstaben-Wandreliefs an der Abschlussmauer im Innenhof der Kapelle 1, Kapellenstraße, Friedhof Ohlsdorf, Hamburg-Ohlsdorf[20][21]
- 1965[3] oder 1966[22]: Rieselbrunnen, Stein, Ladenzeile, Försterweg, Hamburg-Stellingen
- 1968: Lamm Gottes, Betonrelief am Giebel und Schöpfungsgeschichte, Relief an den Kupferportaltüren der Petruskirche, Winfridweg 22, Hamburg-Lokstedt[23]
- 1973–1974: Wandgestaltung, Wand Feierhalle-Unterstand, Friedhof Langenbek, Langenbek Friedhofsweg 6, Hamburg-Langenbek
- 1990: Stahlstele mit Schiffsschrauben, Am Born 15, Hamburg-Ottensen (Eigentümerin: Hamburg-Rahlstedter Baugenossenschaft eG)[24]
- 19??: Springbock auf Medaillon (Privatbesitz)[25]
- 19??: Ein Schmetterling für meine Katze, Monotypie, ausgestellt 1989 in Schloss Reinbek[26]

## Ausstellungen (Auswahl)
Gemeinschaftsausstellungen
- 1951: Kunst-Krypta, Bremen[27][28]
- 1962: Berufsverband Bildender Künstler, Hamburg
- 1963: Hamburger Kunst von 1912 bis heute, Kunsthaus Hamburg
- 1992: Sammlung Thiemann (Keramik), Schloss Reinbek

Einzelausstellungen
- 1989: Schloss Reinbek

## Publikationen
- Rolf Italiaander: 20 Jahre Museum Rade – Mit Beiträgen von Hanns Theodor Flemming und Nanette Lehmann, Edition Museum Rade am Schloss Reinbek, Reinbek 1990